# María Abalo
María Laura Abalo (17 de agosto de 1981) é uma remadora argentina e medalhista pan-americana nos Jogos do Rio de Janeiro 2007, Guadalajara 2011 e Toronto 2015.